# Jesper Grønkjær
Jesper Grønkjær (Nuuk, Groenlandia, 12 de agosto de 1977) es un exfutbolista danés que jugaba de mediocampista. Fue internacional con su selección, participando de dos mundiales en 2002 y 2010. Ha jugado para los clubes Aalborg Boldspilklub, Ajax, Chelsea, Birmingham City, Atlético de Madrid, VfB Stuttgart y Copenhague.

## Trayectoria
Grønjkaer empezó su carrera profesional en el Aalborg, donde hizo una cantidad considerable de goles, antes de ser fichado por el Ajax, en 1998. En el club de los ajacied sólo pudo obtener la Copa de los Países Bajos, hasta que en 2001 se convierte en nuevo refuerzo del Chelsea, donde jugó muchos partidos e hizo pocos goles, pero fue una de las piezas fundamentales en la llegada de los blues a la semifinal de la Liga de Campeones de la UEFA 2003-04.
El verano de 2004 ficha por el Birmingham City FC, donde no llega a cuajar, siendo traspasado al Atlético de Madrid en el mercado de invierno. En Madrid no se consagra como figura pese a algunas buenas actuaciones frente al Real Madrid y el Barcelona.
Al término de la temporada 2004/05 marcha a Alemania, para jugar en el VfB Stuttgart, donde coincide con su compatriota Jon Dahl Tomasson. Nuevamente tuvo problemas de adaptación, y un año después volvió a su país para jugar en el FC Copenhague, donde se desempeñaba de 2006 hasta 2011, donde optó por retirarse a sus 35 años de edad.

## Selección nacional
Con la selección de Dinamarca debutó en marzo de 1999, en un partido ante Italia. Donde jugó en 80 ocasiones y marcó 5 goles.

### Participaciones en Copas del Mundo
| Mundial                        | Sede                  | Resultado        |
| ------------------------------ | --------------------- | ---------------- |
| Copa Mundial de Fútbol de 2002 | Corea del Sur y Japón | Octavos de final |
| Copa Mundial de Fútbol de 2010 | Sudáfrica             | Fase de grupos   |

## Clubes
| Club                 | País         | Año       | partidos | goles |
| -------------------- | ------------ | --------- | -------- | ----- |
| Aalborg Boldspilklub | Dinamarca    | 1995-1998 | 14       | 1     |
| Ajax Ámsterdam       | Países Bajos | 1998-2001 | 70       | 16    |
| Chelsea FC           | Inglaterra   | 2001-2004 | 119      | 11    |
| Birmingham City FC   | Inglaterra   | 2004      | 18       | 1     |
| Atlético de Madrid   | España       | 2005      | 17       | 0     |
| VfB Stuttgart        | Alemania     | 2005-2006 | 35       | 0     |
| FC Copenhague        | Dinamarca    | 2006-2011 | 154      | 25    |

## Palmarés

### Campeonatos nacionales
| Título                   | Club           | País         | Año       |
| ------------------------ | -------------- | ------------ | --------- |
| Copa de los Países Bajos | Ajax Ámsterdam | Países Bajos | 1999      |
| SAS Ligaen               | FC Copenhague  | Dinamarca    | 2006-2007 |
| SAS Ligaen               | FC Copenhague  | Dinamarca    | 2008-2009 |
| SAS Ligaen               | FC Copenhague  | Dinamarca    | 2009-2010 |
| SAS Ligaen               | FC Copenhague  | Dinamarca    | 2010-2011 |